# Deutsche Kurzbahnmeisterschaften der Masters
Die Deutschen Kurzbahnmeisterschaften der Masters im Schwimmen sind ein seit 2010 jährlich stattfindender Wettbewerb für Mastersschwimmer, in dem für verschiedene Schwimmdisziplinen ein Deutscher Meister jeweils in der Männer- und in der Frauenklasse gekürt wird. Titel werden in den Einzeldisziplinen Freistil-, Brust-, Rücken-, Schmetterling- und Lagenschwimmen sowie in den Mannschaftsdisziplinen Freistilstaffel und Lagenstaffel über verschiedene Strecken vergeben. Sie werden vom Deutschen Schwimm-Verband organisiert.

## Teilnahme- und Startberechtigungen
Es dürfen nur Masterswettkämpfer zugelassen werden die ein Mindestalter von 20 Jahren haben. Es sind folgende Masterswettkämpfer teilnahmeberechtigt die in einem Verein oder Startgemeinschaften, die einem dem DSV angeschlossenen Landesverband angehören und im Besitz der Verbandsrechte sind. Für die Wettkampfbestimmungen gelten die Rechtsordnung und die Antidopingordnung des deutschen Schwimmverbandes.

## Austragungsorte
| Jahr | Austragungsort(e) | Wettkampfhalle                              |
| ---- | ----------------- | ------------------------------------------- |
| 2010 | Bremen            | Sportbad der Universität Bremen             |
| 2011 | Berlin            | Schwimm- und Sprunghalle im Europasportpark |
| 2012 | Freiburg          | Westbad                                     |
| 2013 | Essen             | Hauptbad Essen                              |
| 2014 | Bremen            | Sportbad der Universität Bremen             |
| 2015 | Freiburg          | Westbad                                     |
| 2016 | Hannover          | Stadionbad Hannover                         |
| 2017 | Bremen            | Sportbad der Universität Bremen             |
| 2018 | Hannover          | Stadionbad Hannover                         |
| 2019 | Freiburg          | Westbad                                     |
| 2020 | Remscheid 1       | Sportbad am Park                            |
| 2021 | Essen             | Sportbad am Thurmfeld                       |
| 2022 | Rostock           | Hallenschwimmbad Neptun                     |
| 2023 | Hannover          | Stadionbad Hannover                         |
| 2024 | Freiburg          | Westbad                                     |